# Op zolder
Op zolder was een kinderserie op de NCRV televisie.

## Formule
Kinderserie van 14 afleveringen, gepresenteerd door Nelleke Burg en Bob van Leeuwen waarin ze in verhalen op zolder lieten zien wat voor avonturen kinderen konden hebben met wat ze op een oude zolder konden vinden. Teksten waren van de hand van Klaas Rusticus en Guus Luyters. Liedjes werden gemaakt door Klaas Rusticus en Marinus Metz. Het poppenspel en ook de zelfgemaakte marionetten werden verzorgd door Henk Walters Marionetten Theater.
Dit was een typisch jaren zeventig-setting. Het was een studioregistratie zonder publiek in een zolderdecor. Het programma werd onderbroken door verschillende onderdelen en tekenfilmpjes. Ze hadden een zwerverachtig buurjongetje, Quincy, die te hooi en te gras langs kwam. Later is deze rol over genomen door Frans van Deursen. Verder zaten er altijd nog twee heren; een kale pianist (Marinus Metz) en een marionettenspeler (Henk Walters) die ook nu en dan de setting onderbraken. Wat deze mensen met elkaar gemeen hadden en wat men daar uitvoerde is in het midden gebleven.

## Onderdelen
- Het Toverpotlood
- Bolek en Lolek dit was een pools tekenfilmpje (bolka y lolka)